# Α-1-Antitrypsin
α1-Antitrypsin (AAT) oder α1-Protease-Inhibitor (α1PI) ist ein Akute-Phase-Protein, das Körpergewebe vor an Entzündungsprozessen beteiligten Enzymen schützt.

## Beschreibung
AAT wirkt, indem es vor allem PMN-Elastase, aber auch Trypsin und andere Serinproteasen hemmt. Fällt diese Hemmung durch einen Mangel oder ein in der Funktion eingeschränktes AAT aus, greift die Elastase beispielsweise das Bindegewebe der Lunge an, wodurch es zu schweren Komplikationen kommen kann.
Eine Erhöhung des α1-Antitrypsin-Wertes tritt auf bei
- akuten Schüben von chronisch entzündlichen Prozessen,
- Tumoren (insbesondere Bronchial-Karzinom, siehe Tumormarker),
- Schwangerschaft oder
- einer Östrogenbehandlung.

Eine Erniedrigung des α1-Antitrypsin-Wertes ist gegeben bei
- hereditärem α1-Antitrypsinmangel,
- Ikterus prolongatus bzw. Hepatitis des Neugeborenen,
- kindlich chronischer Hepatitis oder Leberzirrhose oder
- Lungenemphysem.

## Krankheitsbild bei AAT-Mangel
Bei dem AAT-Mangel kommt es in erster Linie durch Proteasen zum Verlust von Binde- und Funktionsgewebe in der Lunge. Daraus folgt eine Funktionsstörung mit Ähnlichkeit zur chronisch obstruktiven Lungenerkrankung (COPD) und insbesondere ein Lungenemphysem. Dieser Verlauf kann zum Tod durch Lungenversagen führen.
Der Schweregrad der Erkrankung kann technisch über Computertomographie der Lunge, Lungenfunktion (insbesondere FEV1) und Erhebung der Blutgase erhoben werden.
Die normale Konzentration des α1-Antitrypsin im Blutplasma beträgt 83 bis 199 mg/dl. Im Zuge entzündlicher Prozesse erhöht sich der Wert. Im Vergleich zum C-reaktiven Protein ist die Aktivitätsmessung von AAT ein besserer Marker, um den Verlauf einer Entzündung zu beobachten. Bei Verdacht auf einen Mangel an AAT ist eine gleichzeitige Bestimmung des C-reaktiven Proteins sinnvoll, da eine Entzündung den Mangel verdecken kann.

## Therapie
Zunächst kommt eine Therapie wie bei der COPD in Betracht. Weiterhin kann eine intravenöse Substitution mit AAT erfolgen, wenn das Krankheitsbild noch nicht zu weit fortgeschritten ist. Neuere Therapieansätze lassen auch eine Inhalation von AAT sinnvoll erscheinen.